# Estación Águas Claras
La Estación Águas Claras es una de las estaciones del Metro de Brasilia, situada en la ciudad satélite de Águas Claras, entre la Estación Arniqueiras, la Estación Concessionárias y la Estación Taguatinga Sul. Es la última estación en común entre la Línea Verde y la Línea Naranja. En este punto, los caminos se bifurcan en dirección a Ceilândia y Samambaia.
Fue inaugurada en 2001 y atiende a los moradores de la región central de la ciudad.

## Localización
La estación está localizada en la Avenida Pau Brasil, 2500, entre las avenidas Araucárias y Castanheiras, en superficie. La ciudad de Águas Claras fue diseñada de forma compatible con las estaciones del Metro de Brasilia. Por el proyecto, la distancia máxima entre una estación y un área residencial es de 500 metros, para que pueda ser recorrida a pie.

## Cercanías
- Aparcamiento Público
- Residencial Casablanca
- Sede del Metrô-DF